# Reprezentacyjny Zespół Pieśni i Tańca miasta Żywca „Ziemia Żywiecka”
„Ziemia Żywiecka” – polski amatorski zespół folklorystyczny działający na terenie Żywiecczyzny pod patronatem Miejskiego Centrum Kultury w Żywcu. Kierownikiem Zespołu jest mgr Jan Brodka, a choreografem mgr inż. Krystyna Kwaśniewska.

## Historia zespołu
Reprezentacyjny Zespół Pieśni i Tańca miasta Żywca „Ziemia Żywiecka” powstał w 1971 roku przy Żywieckiej Fabryce Sprzętu Szpitalnego „FAMED”. Przez dwa lata działalności nosił nazwę rodzimej fabryki. W 1973 roku zmienił opiekuna, a wraz z tym faktem nazwę na „Sędzioły”.
Bogaty repertuar na wysokim poziomie artystycznym otworzył zespołowi drogę do występów nie tylko w rodzinnym mieście, ale także na terenie całego kraju i za granicą – w Czechosłowacji, NRD, Bułgarii i Francji. W 1982 roku patronat nad Zespołem objął Żywiecki Ośrodek Kultury, z czym wiąże się kolejna zmiana nazwy. Od tego czasu do chwili obecnej Zespół nosi zobowiązującą, ale w pełni zasłużoną nazwę „Ziemia Żywiecka”.
Zespół zyskał sobie ogromną sympatię mieszkańców Żywca i regionu, a koncerty stały się nieodzownym elementem ważnych uroczystości lokalnych, nierozerwalnym atrybutem życia kulturalnego.
Programy „Ziemi Żywieckiej” i ich fragmenty były wielokrotnie emitowane na falach licznych rozgłośni radiowych oraz w programach wielu stacji i ośrodków telewizyjnych.
W repertuarze Zespołu z biegiem lat znalazły się, oprócz szeroko opracowanych programów opartych na zwyczajach i tradycjach górali i mieszczan żywieckich, także programy z innych regionów Polski: z okolic Lublina, Rzeszowa, Krakowa, Łowicza oraz tańce narodowe z mazurem z opery „Straszny Dwór „ St.Moniuszki na czele.
W ciągu 40 lat działalności choreografami „Ziemi Żywieckiej” byli kolejno:
- Jan Gąsiorek,
- Władysław Koźbiał
- mgr Marek Koźlik
- Adam Adamowski
- mgr.inż Krystyna Kwaśniewska

## Nagrody
Przez cały okres swojej działalności ”Ziemia Żywiecka” znaczona była nagrodami najwyższych stopni na różnorodnych festiwalach krajowych i zagranicznych, m.in.:
- Nagroda im. Oskara Kolberga – 1993r.
- 2 x „Złote Serce”     – na Festiwalu Górali Polskich w Żywcu – 1980 r.  i 1986r.
- 3 x „Srebrne Serce” – na Festiwalu Górali Polskich w Żywcu – 1981r., 2003r., 2008r.
- 2 x „Złota Ciupaga” – na Międzynarodowym Festiwalu Folkloru Ziem Górskich w Zakopanem – 1981 r.  i 1995r.
- 2 x „Srebrna Ciupaga” – na Międzynarodowym Festiwalu Folkloru Ziem Górskich w Zakopanem – 1980 r. i 1984r.
- „Grand Prix”      – Polskiej Sekcji C.I.O.F.F. w Stalowej Woli – 2003r.
- „Grand Prix”   – 41 Tygodnia Kultury Beskidzkiej w Szczyrku – 2004r.
- „Grand Prix”, I nagroda i II nagroda – Polskiej Sekcji C.I.O.F.F. – Puławy 2008r.
- „Grand Prix”  – na Międzynarodowym Festiwalu Folklorystycznym w Zielonej Górze – 2008r.
- „Grand Prix – Łowicki Pasiak”- na Ogólnopolskim Festiwalu Folklorystycznym w Łowiczu-2009r.
- „Główna Nagroda” – na XI Festiwalu Obrzędów Weselnych w Węgrowie – 2008r.